# Claudio Rodríguez Fer
Claudio Rodríguez Fer (n. 6 aprilie 1956, Lugo, Galicia, Spania) este un scriitor spaniol, autorul a mai bine de cincizeci de opere, ca poet, prozator, dramaturg și eseist în limba galiciană, precum și ca hispanist în limba spaniolă. 
Ca volume de autor, poemele sale complete formează volumul Amores e clamores („Iubiri și strigăte”), proza, volumul Contos e descontos („Povestiri și despovestiri”), iar poezia vizuală, operele Cinepoemas și Corpoética. 
În operele sale predomină vitalismul erotic, deschiderea interculturală, utopia libertară, militanța împotriva fascismului, dialogul între diversele arte și experimentul estetic.
A fost tradus în numeroase limbi, iar poemul său A Cabeleira a fost publicat în mai bine de șaizeci de limbi de pe cele cinci continente ale Pământului. 
Este titular al Catedrei „Valente” de Poezie și Estetică a Universității din Santiago de Compostela, editorul revistei de poezie Moenia din cadrul aceleiași Universități și al caietelor Unión Libre. A fost, de asemenea, profesor invitat la universități din New York, Paris și Bretania (unde i s-a acordat titlul de Doctor Honoris Causa). 
A publicat studii și ediții critice ale operelor lui Dostoievski, Antonio Machado, Borges, precum și unui număr mare de scriitori galicieni.
În limba română, a publicat cartea de poezii Dincolo de pădure (2018), tradusă de Ion Deaconescu, Victor Ivanovici și Adina Ioana Vladu.

## Poezii
- Poemas de amor sen morte (1979)
- Tigres de ternura (1981), Tender Tigers (2012)
- Cinepoemas (1983), reedición gráfica (2016)
- Historia da lúa (1984)
- A boca violeta (1987)
- Lugo blues (1987)
- Vulva (1990)
- Cebra (1991)
- A muller núa (1992)
- Extrema Europa (1996)
- A unha muller descoñecida (1997)
- Rastros de vida e poesía (2000)
- Moito máis que mil anos / Muioc'h kalz eget mil bloaz (2000)
- A vida. Gravados sobre corpo (2002)
- A loita continúa (2004)
- Viaxes a ti (2006), Voyages à toi (2008)
- Ámote vermella (2009)
- Unha tempada no paraiso (2010), Uma temporada no paraíso (2019)
- Amores e clamores (Poesía reunida) (2011)
- Terra extrema de radiación amorosa (2011)
- O cuarto bretón / La pièce bretonne (2014)
- Revolución rosaliana en Nova York / Rosalía’s Revolution in New York (2014)
- Icebergs (Micropoemas reunidos) (2015)
- Ansia das alas / L'ansia di avere le ali (2015)
- Amores sen morte / Deathless Loves (2015)
- A Cabeleira (Poema en 35 idiomas) (2015)
- A Cabeleira (Poema en 60 idiomas) (2016)
- Os amores profundos / Les amours profonds (2016)
- Anarquista o nada (Poemas de la memoria libertaria) (2016)
- A cabeleira multilingüe (Poema en 65 idiomas) (2017)
- Pai meu (Amén, camarada) (Poema en 8 idiomas) (2017), 11 (2019), 16 (2020)
- Limiares sen límites / Πύλες απειράριθμες (2017)
- A muller sinfonía (Cancioneiro vital) 2018)
- Corpoética (catálogo de exposición) 2018)
- Diálogos imposibles / Dialogues impossibles (2018)
- Criptografías (2018)
- Máis alá do bosque / Dincolo de pădure (2018)
- Beleza ou barbarie / Bellesa o barbàrie (2019)
- A viaxe vermella (María Casares) (Poema en 11 idiomas) (2021)
- ADN do infinito (2021), DNA do infinito (2024)
- Nova York, Novos Poemas / New York, New Poems (2022)
- A cabeleira (Poema en 70 idiomas) (2023)

## Proză
- Meta-relatos (1988)
- A muller loba (1993)
- Belas e bestas (2002)
- O muiñeiro misterioso (2005)
- A bela mestra (2005)
- Os paraísos eróticos (2010)
- Contos e descontos (Narrativa completa) (2011)

## Studii și eseuri
- A Galicia misteriosa de Ánxel Fole (1981)
- Antonio Machado e Galicia (1989)
- Poesía galega (1989)
- Arte literaria (1991)
- José Ángel Valente (1992)
- Comentarios de textos contemporáneos (1992)
- Comentarios de textos populares e de masas (1994)
- A literatura galega durante a guerra civil (1994)
- Material Valente (1994)
- Acometida atlántica. Por un comparatismo integral (1996)
- Ánxel Fole. Vida e obra (1997)
- O mundo lucense de Ánxel Fole (1997)
- Ánxel Fole. Unha fotobiografía (1997)
- Guía de investigación literaria (1998)
- Borges dende o labirinto galego (2008)
- Valente: el fulgor y las tinieblas (2008)
- Meus amores celtas (2010)
- Valente vital (Galicia, Madrid, Oxford) (2012)
- Borges y todo (Escepticismo y otros laberintos) (2013) și  (2023)
- Valente vital (Ginebra, Saboya, París) (2014)
- Valente vital (Magreb, Israel, Almería) (2017)
- Valente infinito (Libertad creativa y conexiones interculturales) (2018)
- Valente epistolar (Correspondencia de José Ángel Valente con sus amistades) (2021)
- Santiago Marcos, poeta topo contra el fascismo (2023)
- Poetas concatenados: Cavafis, Cernuda, Valente y Gamoneda (2024)

## Ediții și introduceri
- Contos de lobos, de Ánxel Fole (1985, 1989)
- Cántigas de alén, de José Ángel Valente (1987, 1989, 1996)
- Con pólvora e magnolias, de Xosé Luís Méndez Ferrín (1989)
- Os eidos, de Uxío Novoneyra (1990)
- Guerra literaria, de Rafael Dieste (1991)
- Verbas de chumbo, de Castelao (1992)
- Poesía perdida, de Ricardo Carballo Calero (1993)
- Obras reunidas, de Ángel Johán (1993)
- Cartafolio galego, de Ánxel Fole (1996)
- Obra galega completa, de Ánxel Fole (1997)
- A lenda do Grande Inquisidor, de Fiódor Dostoievski (1998)
- Cuaderno de versiones, de José Ángel Valente (2001)
- Cima del canto, de José Ángel Valente (2002)
- Obra literaria completa, de Ánxel Fole (2003)
- Obras completas. Ensayos, de José Ángel Valente (2008)
- Ensayos sobre José Ángel Valente, de Juan Goytisolo (2009)
- Álvaro Cunqueiro en Ortigueira, de Álvaro Cunqueiro (2011)
- Musgo / Moss, de Emily Dickinson, cu traducere în galiciană (2015)

## Legături externe
- Unión libre. Cadernos de vida e culturas
- Asociación para a Dignificación das Vítimas do Fascismo Arhivat în 3 iulie 2008, la Wayback Machine.
- Cátedra José Ángel Valente de Poesía e Estética
- Biblioteca Virtual Galega Arhivat în 28 mai 2020, la Wayback Machine.